# International P.E.A.C.E. Benefit Compilation
International P.E.A.C.E. Benefit Compilation, anche conosciuto con il titolo di P.E.A.C.E./War, è una compilazione su doppio album, originariamente pubblicato dalla R Radical Records e curato da Dave Dictor degli MDC, fondatore dell'etichetta. Il disco fu pubblicato in collaborazione con la fanzine punk di San Francisco distribuita in tutto il mondo Maximumrocknroll. L'acronimo P.E.A.C.E. presente nel titolo sta per Peace, Energy, Action, Cooperation, Evolution.

## L'Album
L'album originale conteneva 55 tracce di gruppi da tutto il mondo, includendo gruppi fondamentali della scena come Dead Kennedys, Crass, Subhumans, Butthole Surfers e gli stessi MDC. Fra i brani presenti 30 sono di gruppi statunitensi. I brani presenti nell'album sono perlopiù fortemente politicizzati, eccezion fatta per i Butthole Surfers, che pur arrivando dalla stessa area politica, generalmente compongono testi non esplicitamente politici. Ampio spazio fu poi dato alla scena anarcopunk italiana, che oltreoceano, godeva allora di grande credibilità. Compaiono così gruppi come Cheetah Chrome Motherfuckers, Contrazione, RAF Punk, Peggio Punx, Negazione, Declino, Impact e Wretched.
il contributo fornito al progetto da Maximumrocknroll, fu nel reclutamento delle band partecipanti e nella curatela del libretto interno di 72 pagine trattante argomenti come il disarmo nucleare, l'imperialismo, le radiazioni, l'inquinamento e le manifestazioni politiche.
I profitti ricavati dall'album, furono devoluti ad associazioni antinucleariste.

## Lista dei brani
I paesi d'origine sono fra parentesi come nelle note dell'album originale.

### Lato 1
1. "Up Against A Wall" - Articles of Faith (USA)
2. "Endless Blockades For The Pussyfooter" - GISM (Giappone)
3. "Ashes To Ashes" - Neon Christ (USA)
4. "Schluter's Kabinet" - Kalashnikov (Danimarca)
The song is about the (then) Danish prime minister Poul Schlüter.
5. "Time Will Tell" - Cause For Alarm  (USA)
6. "No U.S.A." - Local Disturbance (Paesi Bassi)
7. "Honour's Calling" - Unwarranted Trust (Canada)
8. "Mai Arrendersi" - Wretched (Italia)
The title translates to "Never Surrender".
9. "Drop The A-Bomb On Me" - O.D.F.X. (USA)
10. "Here Come The Cops" - The Afflicted (USA)
11. "Inutile Trionfo" - Declino (Italia)
The title translates to "Useless Triumph".
12. "I Hope You Get Drafted" - The Dicks (USA)
13. "Arms Race" - BGK (Paesi Bassi)
14. "It's You" - Crass (Regno Unito)

### Lato 2
1. "Swastika Rats" - Upright Citizens (Germania Ovest)
2. "Banana Split Republic" - False Prophets (USA)
3. "Kärnvapen Attack" - Mob 47 (Svezia)
The title translates to "Nuclear Attack".
4. "Face Down In The Dirt" - The Offenders (USA)
5. "Sbarre" - Contrazione (Italia)
The title translates to "Bars".
6. "So Much Hate" - S.C.U.M. (Canada)
7. "Viejos Pateticos" - Los Violadores (Argentina)
The title translates to "Pathetic Old Men".
8. "Sometimes" - Deadlock
9. "Will It Ever End?" - P.P.G. (USA)
10. "Peace of What?" - Trash (USA)
11. "Police Brutality" - Vicious Circle (Australia)
12. "Gartlands Pit" - Condemned To Death (USA)
13. "Non Mi Dire" - Negazione (Italia)
The title translates to "Don't Tell Me".
14. "America The Beautiful" - D.O.A. (Canada)

### Lato 3
1. "Snap" - D.R.I. (USA)
2. "Jump Back" - Porno Patrol (Germania Ovest)
3. "Drop Out" - Treason (USA)
4. "Abortos" - Shit S.A. (Spagna)
The title translates to "Abortions"
5. "Silence" - Septic Death (USA)
6. "Life Of Punishment" - Cheetah Chrome Motherfuckers (Italia)
7. "No Mai" - Peggio Punx (Italia)
The title translates to "Never".
8. "An Uneasy Peace" - The Proletariat (USA)
9. "Bomb" - Conflict (Regno Unito)
10. "Battlefield (Nightmare)" - The Iconoclast (USA)
11. "Pay For Shit" - Pandemonium (Paesi Bassi)
12. "Kinky Sex Makes The World Go Round" - Dead Kennedys (USA)
13. "Skorbut" - Boskops (Germania Ovest)
The title translates to "Scurvy".

### Lato 4
1. "Rats" - Subhumans (Regno Unito)
brano che parla della manifestazione Stop the City organizzata contemporaneamente in più zone del mondo.
2. "Peace Officer" - The White Lie (USA)
3. "R.A.T./Pentagone" - Wargasm (Paesi Bassi)
4. "Four More Hours" - Slaughterhouse 4 (USA)
5. "Finale" - The Execute (Japan)
6. "Reagan Youth" - Reagan Youth (USA)
7. "The Man Goes On" - Impact (Italia)
8. "100 Million People Dead" - Butthole Surfers (USA)
9. "Ataque" - Kangrena (Spagna)
The title translates to "Attack".
10. "Will Amerika" - Porcelain Forehead (Canada)
11. "No Mercy No War" - Barely Human (USA)
12. "Contro La Pace Contro La Guerra" - RAF Punk (Italia)
13. "Moment By Moment/Exiled Shadows" - Zenzile (Sudafrica)
Queste canzoni sono attualmente recitate come poema dai sud-africani espatriati. "Moment By Moment" tratta degli Scontri di Soweto, mentre "Exiled Shadows" parla della "lotta per la liberazione della nostra terra in catene".
14. "Missile Destroyed Civilization" - MDC (USA)

## Ristampa in CD
New Red Archives realizzò l'album in doppio CD nel 1997, aggiungendo 5 gruppi della loro scuderia alla fine del secondo CD. La ristampa non include la riproduzione del libretto originale.

### Disco uno
1. "Up Against A Wall" - Articles of Faith (USA)
2. "Endless Blockades For The Pussyfooter" - GISM (Giappone)
3. "Ashes To Ashes" - Neon Christ (USA)
4. "Schluter's Kabinet" - Kalashnikov (Danimarca)
5. "Time Will Tell" - Cause For Alarm  (USA)
6. "No U.S.A." - Local Disturbance (Paesi Bassi)
7. "Honour's Calling" - Unwarranted Trust (Canada)
8. "Mai Arrendersi" - Wretched (Italia)
9. "Drop The A-Bomb On Me" - O.D.F.X. (USA)
10. "Here Come The Cops" - The Afflicted (USA)
11. "Inutile Trionfo" - Declino (Italia)
12. "I Hope You Get Drafted" - The Dicks (USA)
13. "Arms Race" - BGK (Paesi Bassi)
14. "It's You" - Crass (Regno Unito)
15. "Swastika Rats" - Upright Citizens (Germania Ovest)
16. "Banana Split Republic" - False Prophets (USA)
17. "Kärnvapen Attack" - Mob 47 (Svezia)
18. "Face Down In The Dirt" - The Offenders (USA)
19. "Sbarre" - Contrazione (Italia)
20. "So Much Hate" - S.C.U.M. (Canada)
21. "Viejos Pateticos" - Los Violadores (Argentina)
22. "Sometimes" - Deadlock
23. "Will It Ever End?" - P.P.G. (USA)
24. "Peace of What?" - Trash (USA)
25. "Police Brutality" - Vicious Circle (Australia)
26. "Gartlands Pit" - Condemned To Death (USA)
27. "Non Mi Dire" - Negazione (Italia)
28. "America The Beautiful" - D.O.A. (Canada)
29. "Snap" - D.R.I. (USA)
30. "Jump Back" - Porno Patrol (Germania Ovest)
31. "Drop Out" - Treason (USA)
32. "Abortos" - Shit S.A. (Spagna)
33. "Silence" - Septic Death (USA)

### Disco due
1. "Life Of Punishment" - Cheetah Chrome and the Motherfuckers (Italia)
2. "No Mai" - Peggio Punx (Italia)
The title translates to "Never".
3. "An Uneasy Peace" - The Proletariat (USA)
4. "Bomb" - Conflict (Regno Unito)
5. "Battlefield (Nightmare)" - The Iconoclast (USA)
6. "Pay For Shit" - Pandemonium (Paesi Bassi)
7. "Kinky Sex Makes The World Go Round" - Dead Kennedys (USA)
8. "Skorbut" - Boskops (Germania Ovest)
9. "Rats" - Subhumans (Regno Unito)
10. "Peace Officer" - The White Lie (USA)
11. "R.A.T./Pentagone" - Wargasm (Paesi Bassi)
12. "Four More Hours" - Slaughterhouse 4 (USA)
13. "Finale" - The Execute (Giappone)
14. "Reagan Youth" - Reagan Youth (USA)
15. "The Man Goes On" - Impact (Italia)
16. "100 Million People Dead" - Butthole Surfers (USA)
17. "Ataque" - Kangrena (Spagna)
18. "Will Amerika" - Porcelain Forehead (Canada)
19. "No Mercy No War" - Barely Human (USA)
20. "Contro La Pace Contro La Guerra" - RAF Punk (Italia)
21. "Moment By Moment/Exiled Shadows" - Zenzile (Sudafrica)
22. "Missile Destroyed Civilization" - MDC (USA)
23. "Walked In Line" - Jack Killed Jill (USA)
24. "Feeble Attempt" - Corrupted Ideals (USA)
25. "Parnoid World Vision" - Christ On A Crutch (USA)
26. "Postcard From L.A." - U.K. Subs (Regno Unito)
27. "Die For The Government" - Anti-Flag (USA)